# Stenbjerg
Stenbjerg ist eine kleine Gemeinde an der Nordwestküste von Dänemark auf der Halbinsel Thy. Die nächste Großstadt Aalborg liegt etwa 125 km nordöstlich von Stenbjerg.
Stenbjerg gehört wie der Nachbarort Vorupør zur Thisted Kommune. Der Ort lebt noch teilweise vom Fischfang, vor allem aber vom Tourismus, was an zahlreichen Ferienhäusern ablesbar ist. 
Die kleine Dorfkirche wurde 1895 im neoromanischen Stil errichtet. Der Dachreiter musste 1922 den ursprünglichen Glockenturm ersetzen, weil die Ziegelsteinmauern sein Gewicht nicht tragen konnten.
Am Strand liegt der Stenbjerg Landingsplads: Der Landungsplatz dient mangels Hafen dazu, Fischerboote auf den Strand zu ziehen. Die alten Gerätehäuser der Erwerbsfischer wurden durch bürgerschaftliches Engagement vor dem Verfall gerettet und sind heute ein beliebtes Fotomotiv. Im Rettungshaus kann das alte Seenotrettungsboot besichtigt werden.
Die wildromantische, karge Umgebung von Stenbjerg war im 20. Jahrhundert bei Malern beliebt: Jens Søndergaard, Peder Severin Krøyer und Marie Krøyer arbeiteten hier, später kam die Flensburger Malerin Käte Lassen. In ihrem Häuschen (Stenbjerg Kirkevej) haben engagierte Kunstfreunde eine kleine Gedenkstube eingerichtet.
Stenbjerg verfügt über einen breiten, vergleichsweise groben Sandstrand, hinter dem sich Dünen erheben. Je nach Windverhältnisse gibt es am Strand gute Bedingungen zum Wellenreiten. Wander- und Radwege erschließen die Umgebung.

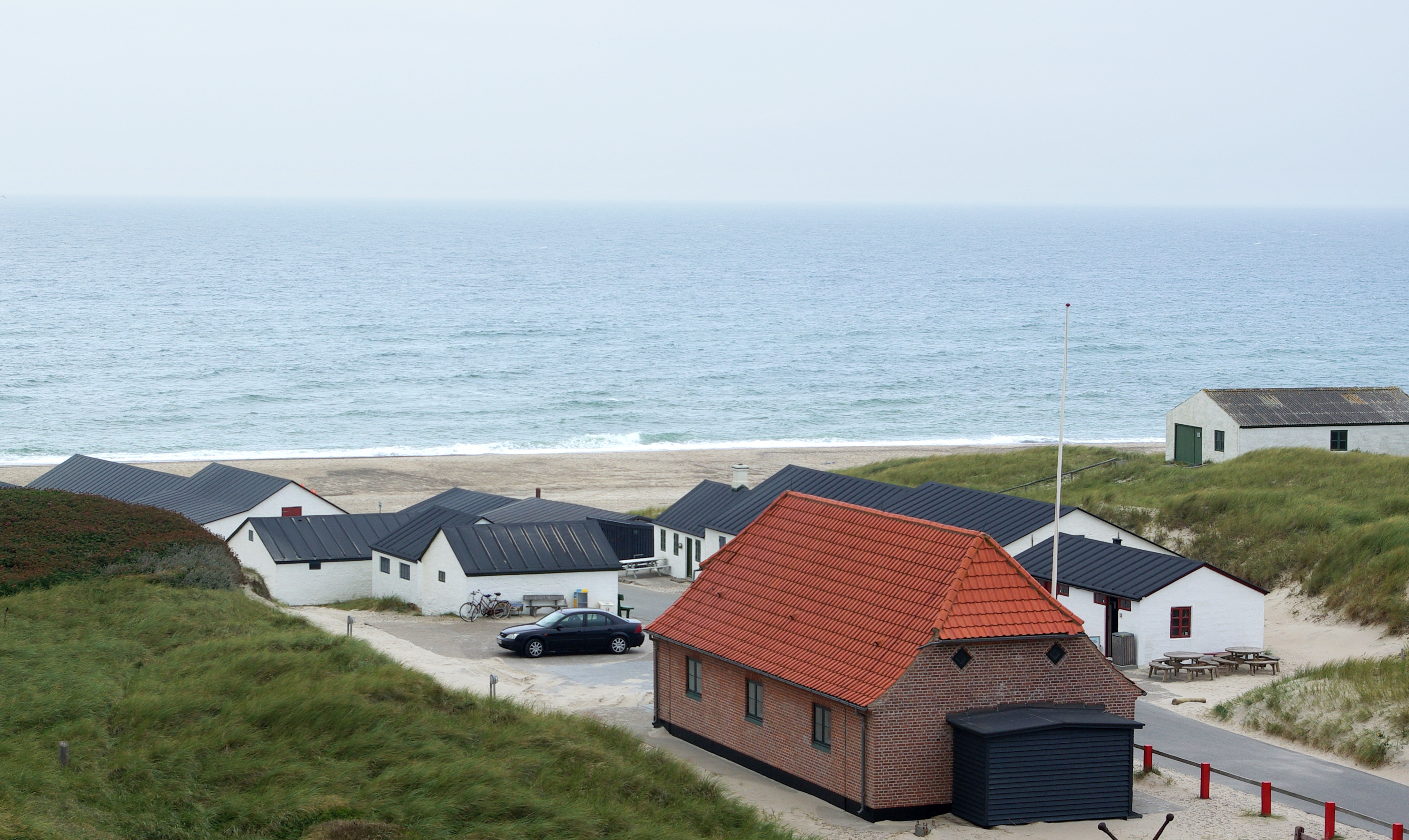
Landungsplatz Stenbjerg
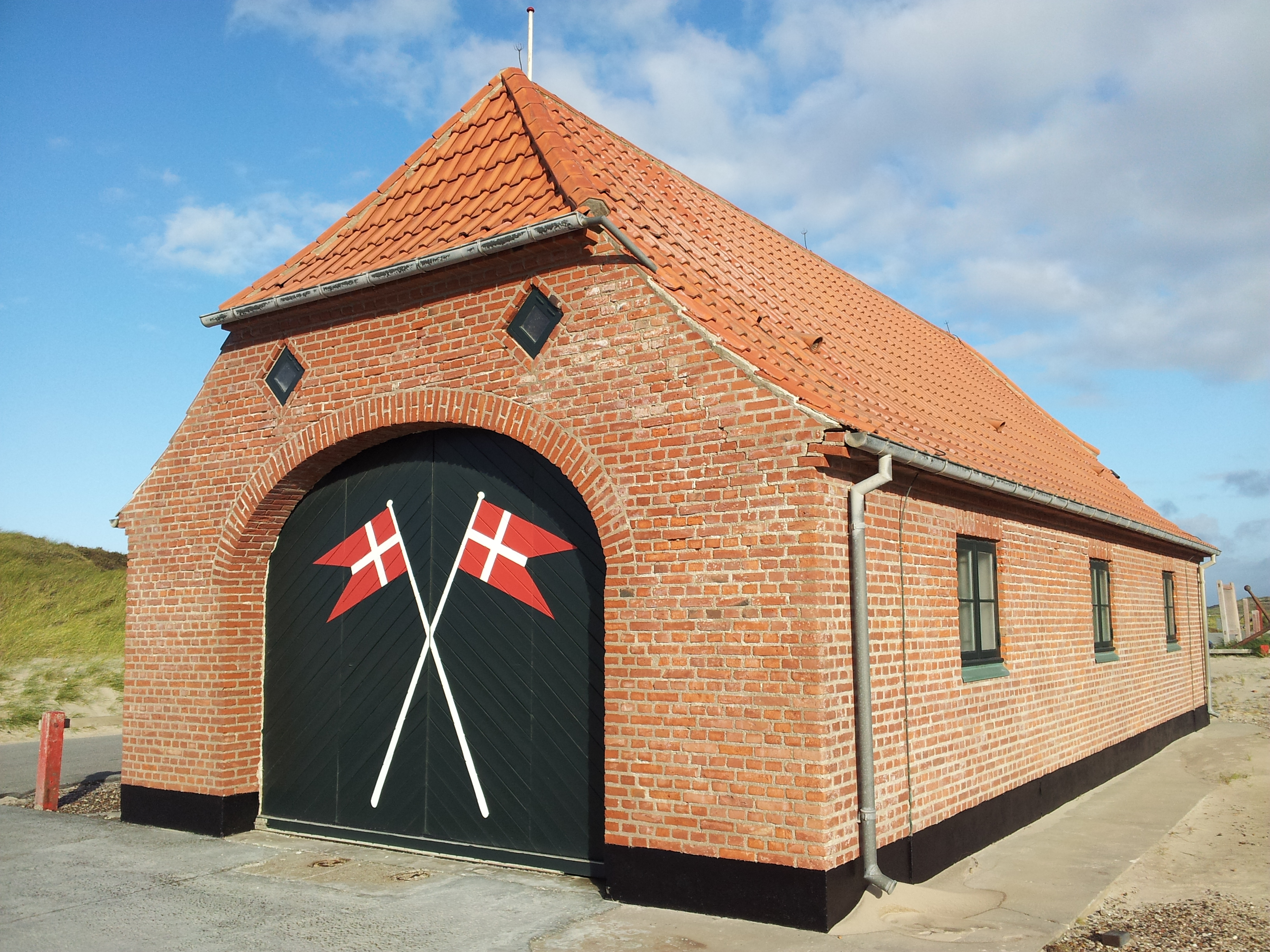
Rettungsstation am Stenbjerg Landingsplads
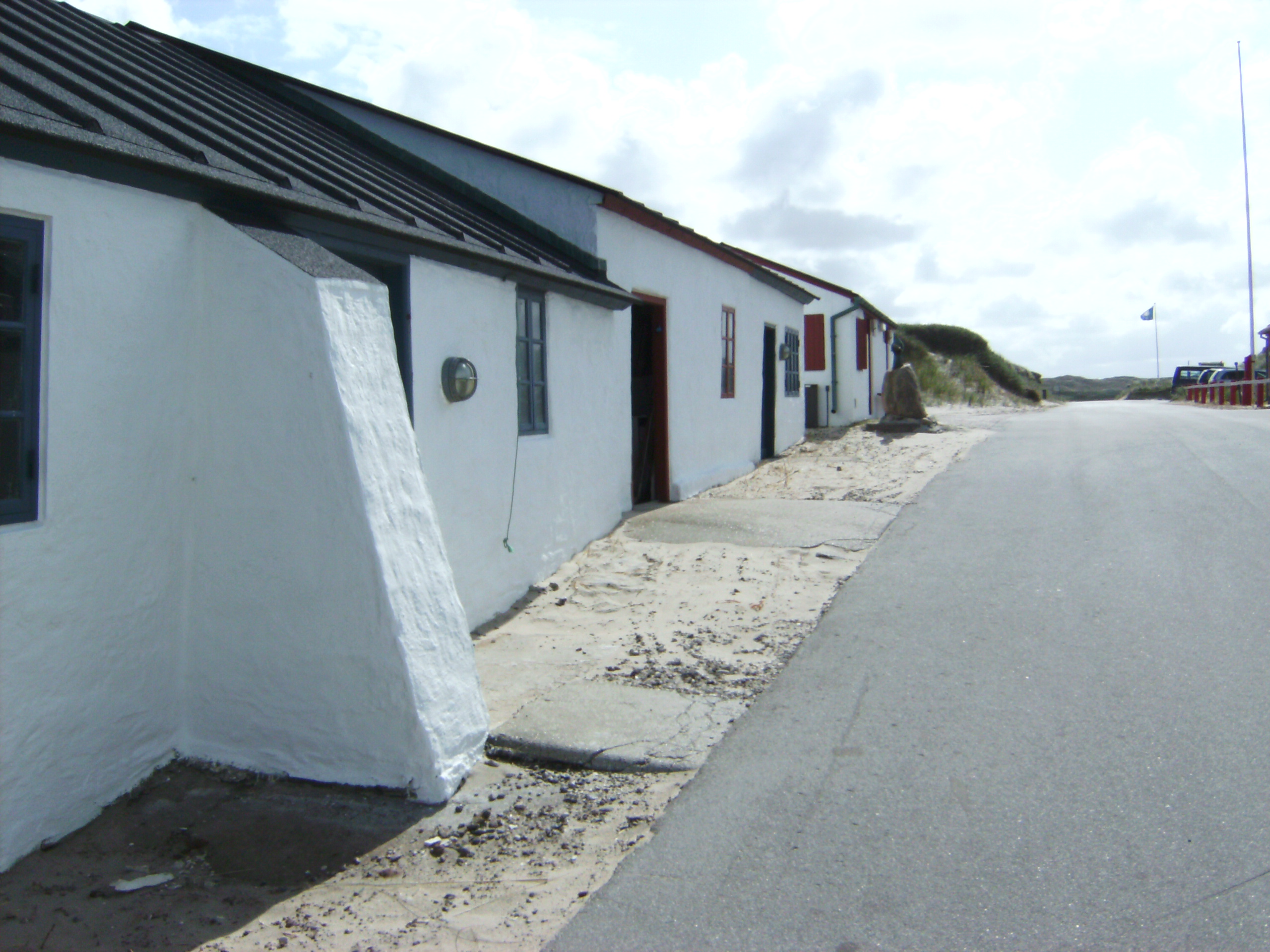
Ehemalige Gerätehäuser für die Küstenfischer
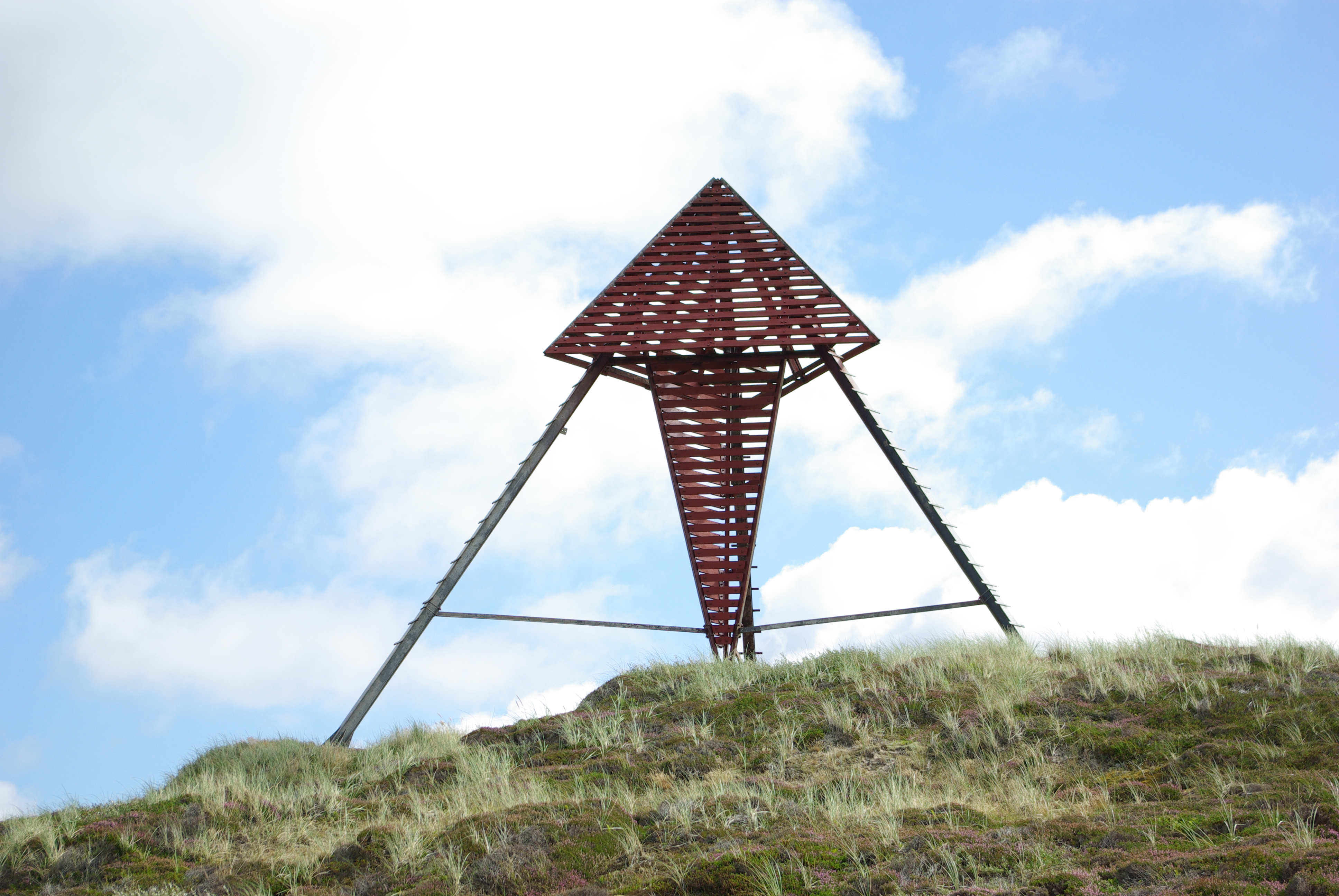
Seezeichen Stenbjerg
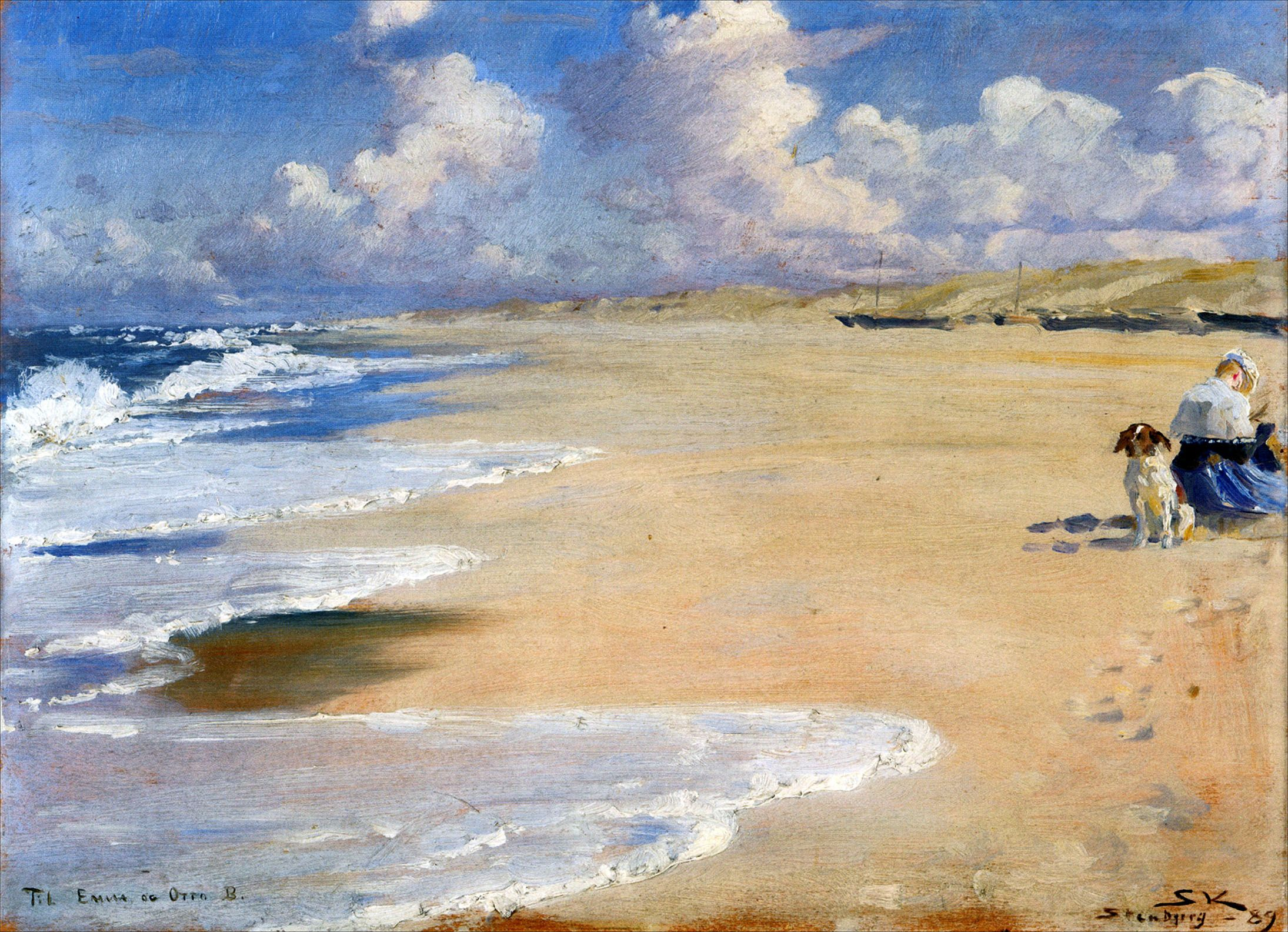
Peder Severin Krøyer: Stenbjerg (um 1885)